# Győri Dózsa Sporttelep
Győri Dózsa Sporttelep – nieistniejący już wielofunkcyjny stadion w mieście Győr, na Węgrzech. Istniał w latach 1933–2013. Mógł pomieścić 2000 widzów. Swoje spotkania rozgrywali na nim piłkarze klubu Győri Dózsa SE.
Stadion został otwarty w sierpniu 1933 roku. Obiekt posiadał bieżnię lekkoatletyczną oraz zadaszoną trybunę główną od strony południowo-zachodniej. Pojemność stadionu szacowana była na 2000 widzów, choć rekord frekwencji zanotowany w 1978 roku wyniósł 5000 widzów. Na obiekcie swoje mecze rozgrywali piłkarze klubu Győri Dózsa SE. Arena gościła drugoligowe występy tego zespołu w latach 1968–1969 oraz 1979–1980. W 2013 roku stadion został rozebrany, by zrobić miejsce pod nowy kompleks sportowy Olimpiai Sportpark Győr (w ramach projektu powstał m.in. nowy stadion lekkoatletyczny, usytuowany częściowo w miejscu poprzedniego obiektu), który został wybudowany w latach 2016–2017.